# كونستانتين بوبا
كونستانتين بوبا (بالرومانية: Constantin Popa)‏ (18 فبراير 1971 ببوخارست في رومانيا - ) هو لاعب كرة سلة إسرائيلي وروماني في مركز الوسط، شارك في بطولة أمم أوروبا لكرة السلة 1987. ولعب مع مكابي تل أبيب لكرة السلة.

## وصلات خارجية
- كونستانتين بوبا على موقع الاتحاد الدولي لكرة السلة (الإنجليزية)
- كونستانتين بوبا على موقع سبورتس رفرنس (الإنجليزية)
- كونستانتين بوبا على موقع كرة السلة الأوروبية.كوم (الإنجليزية)
- كونستانتين بوبا على موقع كلية كرة السلة في سبورتس رفرنس.كوم (الإنجليزية)
- كونستانتين بوبا على موقع ريلجم (الإنجليزية)
- كونستانتين بوبا على موقع بروبوليرز (الإنجليزية)
- كونستانتين بوبا على موقع سبورتس رفرنس (الإنجليزية)